# هورست جيرسون
هورست جيرسون (بالألمانية: Horst Gerson؛ بالهولندية: Horst Gerson) هو مؤرخ الفن هولندي وألماني، ولد في 2 مارس 1907 في برلين في ألمانيا، وتوفي في 10 يونيو 1978 في خرونينغن في هولندا.